# Thomas Stallard
Thomas Alexander Stallard –conocido como Tom Stallard– (Londres, 11 de septiembre de 1978) es un deportista británico que compitió en remo.
Participó en dos Juegos Olímpicos de Verano, en los años 2004 y 2008, obteniendo una medalla de plata en Pekín 2008, en la prueba de ocho con timonel. Ganó tres medallas en el Campeonato Mundial de Remo entre los años 2002 y 2007.
Después de retirarse de la competición, ha trabajado como ingeniero de pista del equipo McLaren de Fórmula 1, para los pilotos Jenson Button, Stoffel Vandoorne, Carlos Sainz, Daniel Ricciardo y Oscar Piastri.

## Palmarés internacional
| Juegos Olímpicos   | Juegos Olímpicos  | Juegos Olímpicos  | Juegos Olímpicos   |
| Año                | Lugar             | Medalla           | Prueba             |
| ------------------ | ----------------- | ----------------- | ------------------ |
| 2008               | Pekín (China)     | Medalla de plata  | Ocho con timonel   |
| Campeonato Mundial |                   |                   |                    |
| Año                | Lugar             | Medalla           | Prueba             |
| 2002               | Sevilla (España)  | Medalla de oro    | Cuatro con timonel |
| 2003               | Milán (Italia)    | Medalla de plata  | Cuatro con timonel |
| 2007               | Múnich (Alemania) | Medalla de bronce | Ocho con timonel   |